# Ocotea endresiana
Ocotea endresiana är en lagerväxtart som beskrevs av Carl Christian Mez. Ocotea endresiana ingår i släktet Ocotea och familjen lagerväxter. Inga underarter finns listade i Catalogue of Life.